# Txerepovets
Txerepovets (rus: Череповец) és una vila de l'óblast de Vólogda, a Rússia. Amb una població de 315.738 habitants el 2013, és la principal vila de l'óblast.

## Etimologia
L'origen de la paraula "Txerepovets" és un tema de molt debat entre els historiadors locals. Segons una versió, la ciutat suposadament va rebre el seu nom de la paraula "calavera" ("txerep" en rus). En l'antiguitat hi havia un santuari pagà en honor del déu Veles al turó a la confluència del rius Xeksnà i Iagorba. La part superior del turó es deia el "crani". Una altra versió suggereix que la paraula "Txerepovets" té l'origen en el nom de la tribu dels "ves" (весь), que habitaven les ribes del Xeksnà. Segons algunes llegendes, "Txerepovets", en l'idioma dels indígenes locals vepses, significa "turó del peix dels vepses".

## Història

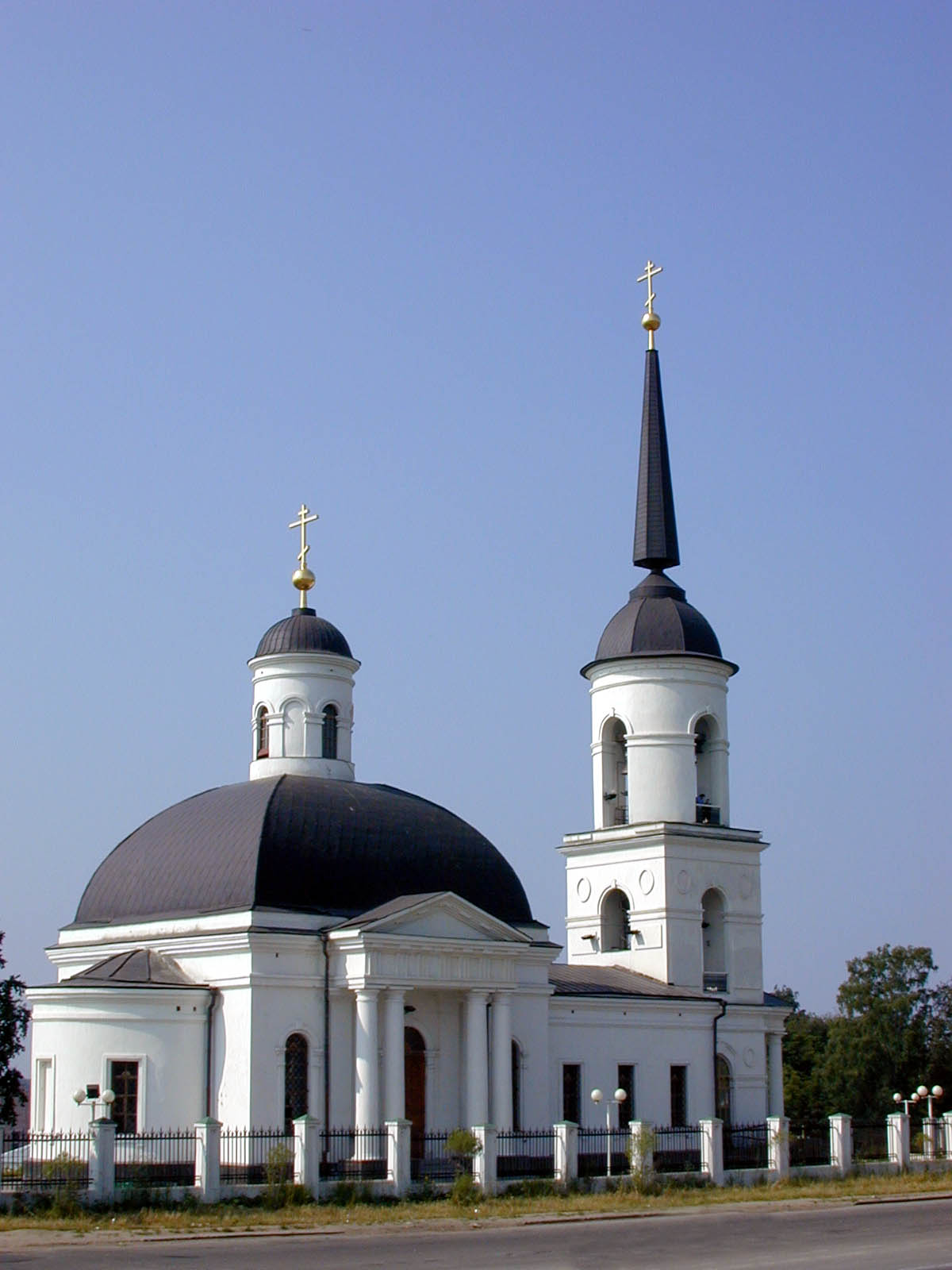
Església Restaurada de la Nativitat (1789)

La fundació de Txerepovets és tradicionalment atribuïda als monjos Feodosi i Afanasi. En 1362, van fundar el monestir de la Resurrecció de Txerepovets, en les proximitats del qual va aparèixer el petit poble de Fedossievo. Els historiadors consideren l'antic llogaret de Fedossievo com el cor de la moderna Txerepovets. S'ha desenvolupat al llarg dels segles en el centre regional més important del comerç, la fabricació i el transport. A Txerepovets se li va concedir un estatus de ciutat el 1777 per part de Caterina la Gran i es va convertir en un centre d'un uiezd separat en l'estructura administrativa de la gubèrnia de Nóvgorod.
La construcció del sistema de canals Mariinsk va ser un dels esdeveniments més importants en la vida de la ciutat. El sistema Mariinskaia connectava Txerepovets amb el Volga i el Mar Bàltic. Però, amb tot i això, la ciutat es va desenvolupar molt lentament. El 1863, la població de la ciutat era només de 3.300 persones (en comparació amb les més de 300.000 persones d'avui en dia). Durant molt de temps la fàbrica de maons de la ciutat amb només set treballadors va ser l'única empresa industrial a Txerepovets. Aquesta situació va canviar amb el procés d'urbanització que va aconseguir catalitzar després de la reforma emancipadora del 1861 i el ràpid desenvolupament del negoci del transport marítim, la ciutat aviat va esdevenir una constructora naval puntera i un centre logístic que connectava les principals regionals ferrocarrils i vies fluvials. La població Txerepovets va superar els 10.000 habitants en 1915.
Al març de 1918 els uiezd orientals de la gubèrnia de Nóvgorod van esdevenir un gubèrnia separada al voltant de Txerepovets. La nova governació existí menys de deu anys; el 1927 es va fusionar amb Leningrad, Nóvgorod, Pskov i gubèrnia de Murmansk en una sola óblast de Leningrad. El setembre del 1937 la major part dels antics territoris de la gubèrnia de Txerepovets (amb l'excepció del districte de Tikhvin) van ser traslladats a la novament creada óblast de Vólogda.
La història posterior de Txerepovets estava estretament vinculada amb la construcció de l'acereria, la segona més gran de Rússia, construïda durant la primera dècada després del final de la II Guerra Mundial. A diferència de la majoria dels grans centres soviètics de metal·lúrgia, Txeropovets no és a prop de les mines o dipòsits de mineral; el seu desenvolupament va ser determinat pels seus avantatges logístics en la infraestructura del nord de Rússia que van fer possible connectar centres miners remots com Vorkuta i Olenegorsk en un sol sistema. El ràpid creixement de la indústria ha canviat dràsticament la mateixa ciutat. A la dècada de 1960 la població ultrapassava els 100.000 habitants (que era tres vegades més gran que la població abans de la Segona Guerra Mundial). El 1970 va esdevenir la ciutat més gran de l'óblast de Vólogda abans de la mateixa Vólogda.

## Economia
Txerepovets és un dels centres industrials més importants al nord-oest de Rússia. Sovint, el nom de la ciutat s'associa amb els productes de la societat anònima Severstal que s'exporten a més de cinquanta països. Severstal és una de les indústries que consumeixen recursos naturals de la ciutat i una de les majors plantes de ferro i acer a Rússia. (xinès)

### Metal·lúrgia
La ciutat va començar a créixer ràpidament, especialment amb la construcció d'indústries metal·lúrgiques a finals de 1930. Els primers alts forns es va posar en funcionament el 1955. El primer ferro de Txerepovets es va produir a l'agost de 1955 i l'acer al maig de 1958. Al febrer de 1959 es va fer rodar el primer lingot en un molí de laminació i el novembre del mateix any es va produir la primera planxa de laminat en calent.
Avui en dia els complexos processos de producció per a la fabricació de ferro i acer estan altament mecanitzats i funcionen automàticament. Els tallers s'han modernitzat d'acord amb els últims avenços de l'enginyeria i la tecnologia de la producció de metalls. La societat anònima Severstal és un dels exportadors mundials de metalls ferrosos i no ferrosos: ferro, acer, planxes laminades en calent, planxes laminades enrotllades en fred, i altres productes .
A causa de la presència d'aquestes empreses industrials, Txerepovets és una de les ciutats més contaminades del món i des del 2011 ocupa el segon lloc, superada només per Norilsk a Rússia.

### Transport
Txerepovets disposa de l'Aeroport de Txerepovets, que és la llar de la mateixa línia aèria de Severstal, l'aerolínia Severstal.

## Ciutat moderna
Els anys van passant han deixat la seva empremta en l'aspecte de la ciutat. S'hi ha dut a terme la construcció a gran escalda d'habitatges i d'indústries. En els últims anys, s'han alçat a Txerepovets centenars de nous blocs de diversos pisos d'apartaments, així com habitatges unifamiliars i cases apariades.
Txerepovets no només és una ciutat industrial; també és un centre de cultura, educació i esport. Allà hi funcionen associacions professionals d'escriptors locals, poetes, actors, pintors, compositors i periodistes.
Txerepovets és famós pels seus èxits esportius. La societat anònima "Severstal" organitza regularment competicions en dotze tipus d'esports. Els esportistes de Txerepovets participen regularment en competicions internacionals i de tota Rússia. El club d'hoquei "Severstal" és un dels principals clubs d'hoquei a Rússia. L'equip de bàsquet "Severstal" així com l'equip dels jugadors d'escacs, es troben a Lliga Major de Rússia. El Severstal de Txerepovets és un equip d'hoquei sobre gel amb seu a Txerepovets, que juga a la Lliga Continental d'Hoquei.

## Residents notables
- Vassili Veresxaguin (1842-1904), famós artista bèl·lic, nascut a Txerepovets.
- Anna Demídova (1878-1918), criada de la Casa dels Romànov, assassinada amb Nicolau II i la seva família, nascuda i criada a Txerepovets.
- Aleksandr Kutépov (1882-1930), general de l'Exèrcit Blanc, nascut a Txerepovets.
- Ígor Severianin (1887-1941), poeta, una de les principals figures de moviment futurista rus, va créixer a Txerepovets.
- Valeri Txkàlov (1904-1938), aviador, va estudiar a l'escola tècnica de Txerepovets.
- Mikola Amòssov (1913-2002), cirurgià de cor, nascut prop de Txerepovets. Es va educar a la ciutat.
- Joseph Brodsky (1940-1996), poeta, guanyador del Premi Nobel i assagista, va viure amb la seva família a Txerepovets durant l'evacuació de Leningrad.
- Nikolai Noskov (nascut el 1956), músic, ex cantant de Gorki Park, es va criar i va començar la seva carrera a Txerepovets.
- Aleksandr Baixlatxev (1960-1988), cantant i compositor, poeta, va néixer i es va criar a Txerepovets.
- Leonid Parfionov (nascut 1960), periodista i presentador de televisió, va néixer i va créixer a Txerepovets.
- Dmitri Iuixkévitx (nascut el 1970), jugador d'hoquei sobre gel de l'NHL i la KHL, nascut a Txerepovets, va començar a jugar a l'escola d'hoquei del Severstal de Txerepovets.

## Relacions internacionals

### Ciutats germanes
Txerepovets està agermanada amb:
- Grande-Synthe, França
- Gorna Oríahovitsa, Bulgària
- Celje, Eslovènia
- Aiud, Romania
- Balakovo, Rússia
- Liaoyuan, Xina
- Klaipėda, Lituània
- Maladzietxna, Belarús
- Derry, Nou Hampshire, Estats Units
- Montclair, Nova Jersey, Estats Units
- Raahe, Finlàndia